# Eyxeinoupolī
Eyxeinoupolī (in greco Ευξεινούπολη?) è una località greca del comune di Almyros nell'unità periferica di Magnesia, nella Tessaglia. Nel 2011, Eyxeinoupolī aveva una popolazione di 2 293 abitanti.

## Storia
Eyxeinoupolī fu fondata nel 1906. I primi residenti che arrivarono nella zona erano greci, rifugiati dalla Rumelia orientale (de facto una parte della Bulgaria). Inizialmente si stabilirono ad Almyros. La costruzione della città iniziò il 29 settembre 1907. Dopo la guerra greco-turca (1919-1922) i profughi greci dall'Asia Minore arrivarono nella città di Eyxeinoupolī.
Il nome della città era stato scelto per denotare l'origine di tutti quei profughi dalle regioni attraverso l'Euxeinos Pontos (Mar Nero).

## Sport
In città ha sede il Dīmītra Eyxeinoupolīs, società polisportiva attiva nel calcio e nella pallacanestro.